# Vendelin Vošnjak
Vendelin Vošnjak (Šenbric kod Velenja, Slovenija, 13. rujna 1861. – Zagreb, 18. ožujka 1933.), slovenski svećenik hrvatskog podrijetla, franjevac, prvi provincijal Hrvatske franjevačke provincije sv. Ćirila i Metoda, generalni vizitator, član vrhovne uprave Franjevačkog reda u Rimu, sluga Božji, kandidat za sveca.

## Životopis
Rodio se 1861. u Šenbricu kod Velenja (prije se zvao Konovo). Na krštenju, dobio je ime Mihael. Njegovi su preci Hrvati iz Bosne, koji su se doselili u Sloveniju. Prezime Vošnjak je slovenska verzija riječi Bošnjak. Rano je ostao bez majke. Otac mu je bio revni kršćanin. Odrastao je uz osmero braće i sestara. Za njegovo školovanje i vjerski život brinuo se rođak, koji je bio nadžupnik u Ptuju. Završio je osnovnu školu i klasičnu gimnaziju u Ptuju. U rujnu 1878. primljen je u novincijat Franjevačkog samostana u Zagrebu i dobio redovničko ime Vendelin. Filozofske i teološke studije polazio je u Pečuhu i Varaždinu. Svečane redovničke zavjete položio je u Varaždinu 1882., a za svećenika je zaređen u Grazu 1884. Sljedeće dvije godine studirao je teologiju na Isusovačkom sveučilištu u Innsbrucku. U Zagrebu je od 1886. do 1889. magister klerika i lektor filozofije u filozofskom učiištu, a od 1889. do 1895. Istu dužnost ima u Varaždinu.
U franjevačkoj provinciji sv. Ladislava bio je definitor, zagrebački gvardijan, vizitator Franjevačkog svjetovnog reda, komisar samostana i provincijal. Odlukom iz Rima, 3. lipnja 1900. osnovana je nova Hrvatska franjevačka provincija sv. Ćirila i Metoda sa sjedištem u Zagrebu, a Vendelin Vošnjak je izabran za provincijala. Do tada su franjevački samostani u Hrvatskoj pripadali pod jednu slovensku i dvije mađarske franjevačke provincije. Vendelin Vošnjak bio je provincijal od 1900. do 1908. i od 1924. do 1927. Petnaest puta bio je generalni vizitator svih franjevačkih provincija u Kraljevini Jugoslaviji te nekih provincija u Austriji, Njemačkoj i Češkoj.
Šest godina bio je član vrhovne uprave Franjevačkog reda u Rimu. Imao je izvanredne sposobnosti i krjepostan život. Umro je u Franjevačkom samostanu na Kaptolu u Zagrebu 1933. Godine 1963. pokrenut je postupak da se proglasi blaženim. Peritusi u njegovoj kauzi su bili o. Ante Stantić i o. Aleksa Benigar

## Vanjske poveznice
- Web stranica o Vendelinu Vošnjaku  Arhivirana inačica izvorne stranice od 12. travnja 2007. (Wayback Machine)
- Katolici na internetu: Sluga Božji Vendelin Vošnjak  Arhivirana inačica izvorne stranice od 25. studenoga 2011. (Wayback Machine)
- P. Josip Antolović – Duhovni velikani – Župa svetog Križa - Trnsko otac Vendelin Vošnjak, sluga Božji  Arhivirana inačica izvorne stranice od 29. lipnja 2011. (Wayback Machine)
- Franjevci (OFM Hrvatska provincija Sv. Ćirila i Metoda sa sjedištem u Zagrebu) Znameniti franjevci: Vendelin Vošnjak, Rafael Rodić  Arhivirana inačica izvorne stranice od 9. siječnja 2012. (Wayback Machine)
- Hodočašće velenjskih župa na grob fra Vendelina Vošnjaka 25. lipnja 2011
- Glas koncila: Obilježen spomendan sluge Božjega o. Vendelina Vošnjaka  Arhivirana inačica izvorne stranice od 17. kolovoza 2011. (Wayback Machine)

|  | Wikicitati imaju zbirke citata o temi Vendelin Vošnjak |